# 10-й Октябрь (Тульская область)
10-й Октябрь — посёлок в Щёкинском районе Тульской области России.
В рамках административно-территориального устройства является центром Житовской сельской администрации Щёкинского района, в рамках организации местного самоуправления включается в сельское поселение Огарёвское.

## География
Расположен в 8 км к юго-востоку от железнодорожной станции города Щёкино.

## Население
| 2002 | 2010 |
| ---- | ---- |
| 419  | ↘404 |